# Condado de Pine
El condado de Pine (en inglés, Pine County) , fundado en 1856, es un condado del estado de Minnesota, Estados Unidos. Según el censo de 2020, tiene una población de 28 876 habitantes.
La sede del condado es Pine City.

## Geografía
Según la Oficina del Censo, el condado tiene una superficie total de 3715 km², de los que 3655 km² son tierra y 60 km² son agua.

## Condados adyacentes
- Condado de Carlton - norte
- Condado de Douglas - noreste
- Condado de Burnett - este
- Condado de Polk - sureste
- Condado de Chisago - sur
- Condado de Isanti - suroeste
- Condado de Kanabec - oeste
- Condado de Aitkin - noroeste

### Principales carreteras y autopistas
- Interestatal 35
- Carretera estatal 18
- Carretera estatal 23
- Carretera estatal 48
- Carretera estatal 70
- Carretera estatal 107
- Carretera estatal 123
- Carretera estatal 361

### Espacios protegidos
En este condado se encuentra parte del Saint Croix National Scenic Riverway.

## Demografía
Según el censo del 2000, los ingresos medios de los hogares del condado eran de 37.379 dólares y los ingresos medios de una familia eran de 44.058 dólares. Los hombres tenían unos ingresos anuales de 31.600 dólares frente a los 22.675 dólares que percibían las mujeres. Los ingresos por habitante eran de 17.445 dólares. Alrededor de un 11,30 % de la población estaba bajo el umbral de pobreza nacional.
De acuerdo con la estimación 2015-2019 de la Oficina del Censo, los ingresos medios de los hogares del condado son de 53.422 dólares y los ingresos medios de una familia son de 66.327 dólares. Los ingresos por habitante en los últimos doce meses, medidos en dólares de 2019, son de 26.407 dólares. Alrededor de un 11,0 % de la población está bajo el umbral de pobreza nacional.

## Localidades

### Ciudades y pueblos
| - Askov - Brook Park - Bruno - Denham - Finlayson - Henriette - Hinckley | - Kerrick - Pine City - Rock Creek - Rutledge - Sandstone - Sturgeon Lake - Willow River |

### Municipios
| - Municipio de Arlone - Municipio de Arna - Municipio de Barry - Municipio de Birch Creek - Municipio de Bremen - Municipio de Brook Park - Municipio de Bruno - Municipio de Chengwatana - Municipio de Clover - Municipio de Crosby | - Municipio de Danforth - Municipio de Dell Grove - Municipio de Finlayson - Municipio de Fleming - Municipio de Hinckley - Municipio de Kerrick - Municipio de Kettle River - Municipio de Mission Creek - Municipio de Munch - Municipio de New Dosey | - Municipio de Nickerson - Municipio de Norman - Municipio de Ogema - Municipio de Park - Municipio de Partridge - Municipio de Pine City - Municipio de Pine Lake - Municipio de Pokegama - Municipio de Royalton - Municipio de Sandstone | - Municipio de Sturgeon Lake - Municipio de Wilma - Municipio de Windemere |

### Comunidades no incorporadas
| - Beroun - Cloverdale - Cloverton - Duquette - Duxbury - Ellson - Friesland - Greeley | - Groningen - Kingsdale - Lake Lena - Markville - Mission Creek - Nickerson - Pokegama - West Rock |